# Троицкий сельсовет (Асекеевский район)
Троицкий сельсовет — сельское поселение в Асекеевском районе Оренбургской области Российской Федерации.
Административный центр — село Троицкое.

## История
9 марта 2005 года в соответствии с законом Оренбургской области № 1893/321-III-ОЗ образовано сельское поселение Троицкий сельсовет, установлены границы муниципального образования.

## Население
| 2010 | 2012 | 2013 | 2014 | 2015 | 2016 | 2017 |
| ---- | ---- | ---- | ---- | ---- | ---- | ---- |
| 690  | ↘628 | ↘615 | ↘609 | ↘597 | ↗599 | ↘581 |
| 2018 | 2019 | 2020 | 2021 |      |      |      |
| ↘574 | ↘565 | ↘556 | ↘525 |      |      |      |

## Состав сельского поселения
| № | Населённый пункт | Тип населённого пункта       | Население |
| - | ---------------- | ---------------------------- | --------- |
| 1 | Александровка    | деревня                      | 36        |
| 2 | Выселки          | деревня                      | 90        |
| 3 | Донской          | посёлок                      | 35        |
| 4 | Мияцкое          | село                         | 60        |
| 5 | Троицкое         | село, административный центр | 469       |